# Villefranche (Gers)
Villefranche (Gascons: Vilafranca d'Astarac) is een gemeente en dorp in het Franse departement Gers (regio Occitanie). Het telt 163 inwoners (2008). De plaats maakt deel uit van het arrondissement Auch.

## Het huidige dorp
Villefranche d'Astarac is gelegen aan de D12. In het dorp kruisen de D238 en de D538 deze weg. Er is een kerk en een plein met een pomp, een kruis, een beeld en een monument voor de gevallenen. Op het plein is een jeu de boules baan. De begraafplaats is ten noorden van het dorp. De Gimone stroomt in het oosten door de gemeente.

## Geografie
De oppervlakte van Villefranche bedraagt 12,8 km², de bevolkingsdichtheid is 12,7 inwoners per km².

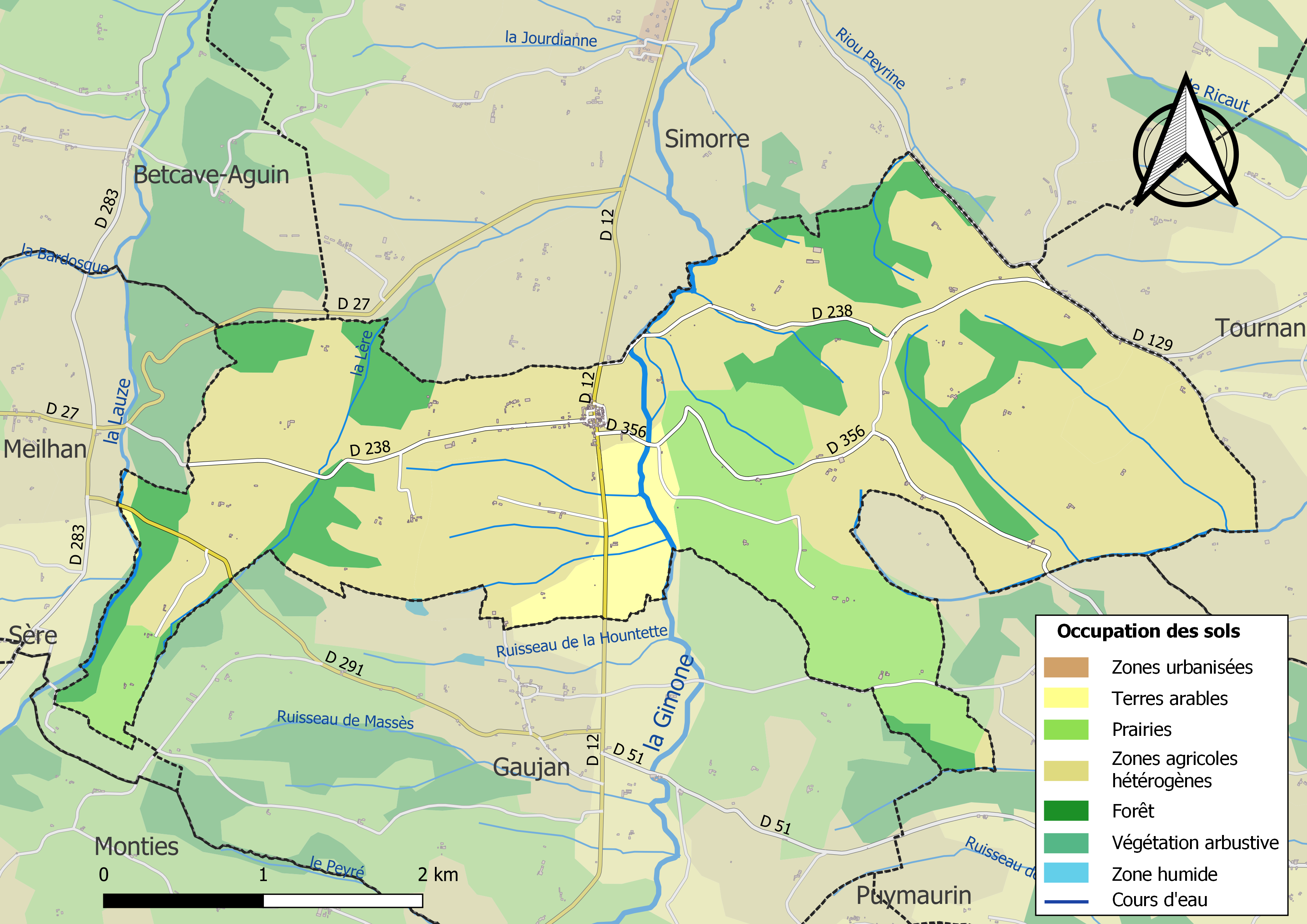
Kaart van de gemeente met belangrijkste infrastructuur, bodemgebruik en omliggende gemeenten

## Demografie
Onderstaande figuur toont het verloop van het inwonertal (bron: INSEE-tellingen).

## Afbeeldingen

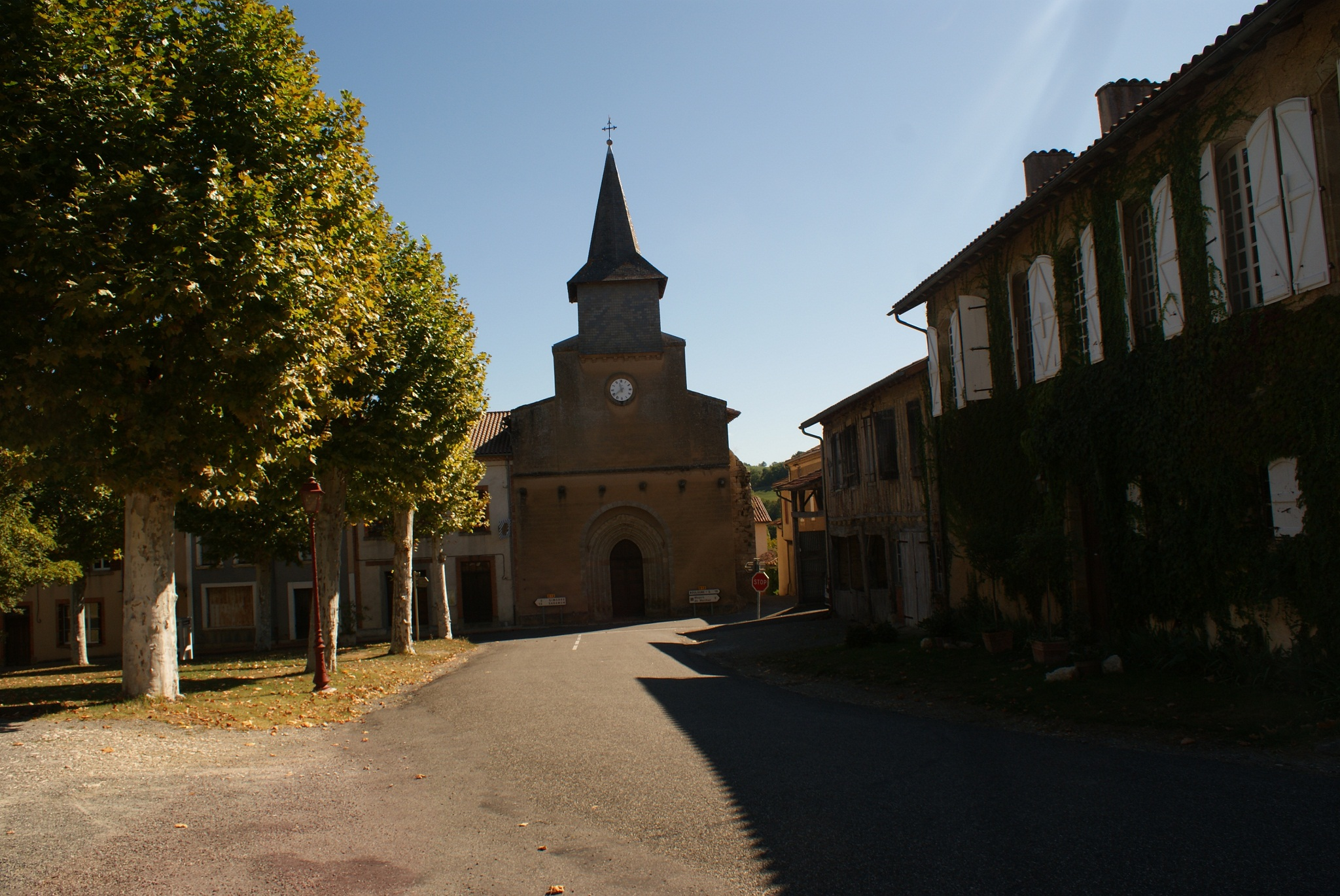
De kerk.
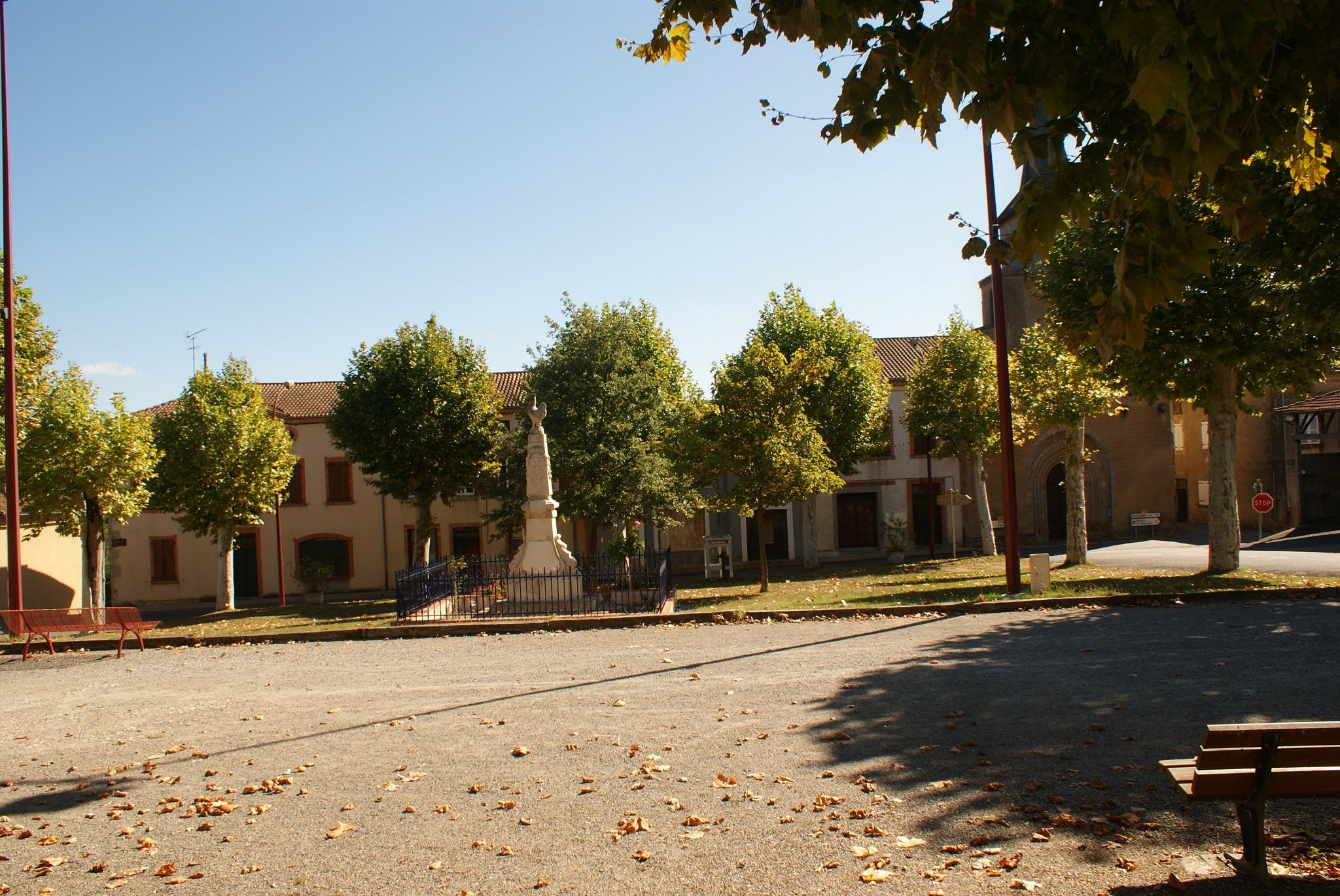
Plein met monument voor de gevallenen.
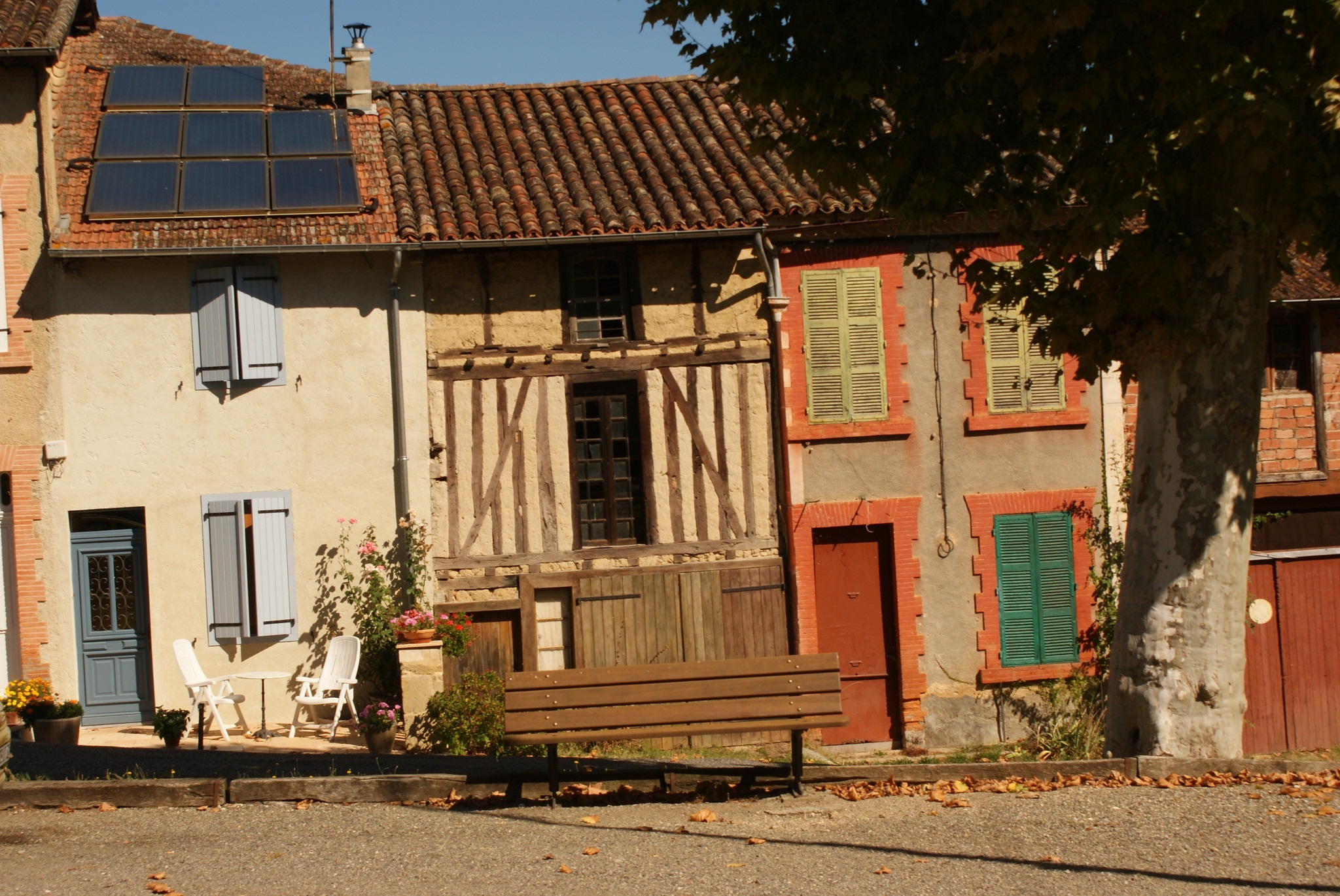
Huizen aan het plein.